# Jayme Tiomno
Jayme Tiomno (Rio de Janeiro, 16 de abril de 1920 – Rio de Janeiro, 12 de janeiro de 2011) foi um físico nuclear brasileiro.
Era membro da Academia Brasileira de Ciências e considerado um dos principais cientistas do país.
Atuou, especialmente, no estudo de partículas elementares e como colaborador de vários pesquisadores premiados com o Nobel. Tiomno foi nomeado por John Archibald Wheeler para concorrer ao prêmio Nobel de física de 1987 por suas contribuições no âmbito da interação fraca.

## Biografia
Tiomno era descendente de judeus russos que emigraram para o Brasil no início do século XX. Depois de terminar o Colégio Pedro II começou a estudar medicina, mas logo mudou para a Faculdade Nacional de Filosofia, onde se formou em Física. Cursou pós-graduação na Universidade de São Paulo (USP) com o professor Mário Schenberg.
Tiomno foi contemporâneo da geração de jovens brilhantes físicos brasileiros como César Lattes, José Leite Lopes, Mario Alves Guimarães, Oscar Sala e Marcelo Damy de Souza Santos.
Em 1948 foi para a Universidade de Princeton estudar com o renomado físico John Archibald Wheeler. Neste período conviveu com os maiores físicos do seu tempo, inclusive Albert Einstein, até voltar ao Brasil em 1950.
Juntamente com Cesar Lattes e José Leite Lopes, fundou o Centro Brasileiro de Pesquisas Físicas, onde foi professor titular.
Em 1965 assumiu uma cadeira na recém-fundada Universidade de Brasília, a convite de Darcy Ribeiro, até ser aposentado compulsoriamente em abril de 1969 com base no Ato Institucional Número Cinco.
Deu aulas também na Pontifícia Universidade Católica do Rio de Janeiro em 1973.
Era casado com a também física Elisa Frota Pessoa e faleceu dormindo no dia 12 de janeiro de 2011, aos 90 anos de idade, em sua cidade natal.

## Obras
Principais livros e publicações de Jayme Tiomno
- WHEELER, J. A. and TIOMNO, J. 1949. Charge exchange reaction of the m-meson with the nucleus. Reviews of Modern Physics. vol. 21, p. 153-165.
- WHEELER, J. A. and TIOMNO, J. 1949. Energy spectrum from m-meson decay. Reviews of Modern Physics. vol. 21, p. 144-152.
- TIOMNO, J. 1957. Non conservation of parity and the Universal Fermi Interaction. Il Nuovo Cimento. vol. 6, p. 912-916.
- TIOMNO, J., VIDEIRA, A. L. L. and ZAGURY, N.. 1961. Possible existence of a new (K') meson. Physical Review Letters. vol. 6, p. 120-123.
- REBOUCAS, M. J., TIOMNO, J. Homogeneity of Riemannian space-times of Gödel type. Physical Review D, vol. 28, p. 1251-1264 (1983).
- REBOUCAS, M. J., TIOMNO, J. A class of homogeneous Gödel type models.  Il Nuovo Cimento B, vol.90 , p. 204-210,1985 (1985).
- SOARES, I., CALVÃO, M. and TIOMNO, J. 1990. Geodesics in Goedel-type space-times. General Relativity and Gravitation. vol. 22, p. 683-705.
- FIGUEIREDO, B., SOARES, I. D. and TIOMNO, J. 1992. Gravitational coupling of Klein-Gordon and Dirac particles to matter vorticity and space-time torsion. Classical and Quantum Gravity. vol. 9, p. 1593-1617.

Sobre
- PIZA, Daniel, 2006. Jayme Tiomno, o físico brasileiro que viu o Prêmio Nobel passar. O Estado de S. Paulo, 19 de novembro,p.A30.
- BRITO CRUZ, C.Henrique de,CHINELLATO,Carola D.Uma idéia original e desafiadora. O Estado de S. Paulo, 19 de novembro,p.A30.